# Друзья азбуки

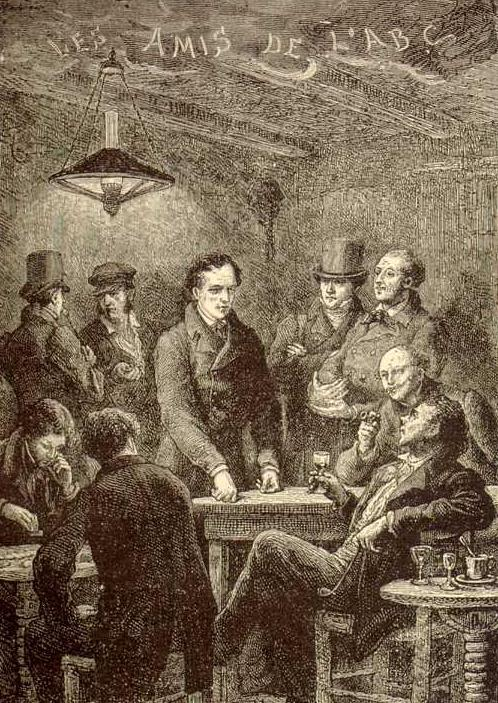

«Друзья азбуки» (фр. Les Amis de l'ABC) — вымышленная французская революционная организация; персонажи романа Виктора Гюго «Отверженные». По сюжету романа, участвовали в парижском республиканском восстании и погибли в баррикадном бою 5 и 6 июня 1832 года. Играют значительную роль в произведении, олицетворяя авторские идеалы нравственности, свободы и прогресса.

## Организация
Значительное место в романе «Отверженные» занимают вооружённые столкновения в Париже 5—6 июня 1832, массовые беспорядки и республиканское восстание. Автор включает в события вымышленную организацию «Друзья азбуки» — тайное общество революционных республиканцев, преимущественно студентов, «заключивших сердечный союз с рабочими».
Июльская революция 1830 не только покончила с Реставрацией Бурбонов, но и стимулировала рост республиканских и социалистических движений, враждебных королю Луи-Филиппу, новой Орлеанской династии и всякой монархии вообще. Виктор Гюго показывает этот процесс на собирательном примере «Друзей азбуки»:

В ту пору во Франции тут и там, разветвляясь, шла невидимая подземная работа. Среди прочих объединений существовало общество «Друзей азбуки». Они были родными сынами Французской революции.

Название организации имеет двойное значение. Первые буквы алфавита ABC по-французски читаются как abaisse — «обездоленные». Таким образом, термин имеет не только просветительский, но и социальный смысл.

## Люди
Большинство «Друзей азбуки» — студенты, в основном юридического факультета; лишь один из них — рабочий-веерщик. Все они убеждённые республиканцы и демократы, мужественные революционеры, отважные подпольщики, несгибаемо верные своим идеям и личной дружбе. В то же время каждый обладает яркими индивидуальными чертами.
Лидер организации Анжольрас — «солдат демократии и жрец Прогресса». В советском литературоведении он характеризуется как «прекрасный юноша, герой и мученик». По типу личности Анжольрас напоминает Робеспьера: глубочайшая идейность, мощная харизма, неумолимая твёрдость, доходящая до революционной жестокости. В быту он суровый аскет, отрешённый от любых земных радостей, горестей и чувств (имя возлюбленной Анжольраса — Patria). Его мышление механистично, действия прямолинейны. Он — холодный фанатик республики и прогресса в понимании просветителей XVIII—XIX веков. В борьбе за свои идеалы, не колеблясь, идёт на кровопролитие. Авторитет Анжольраса среди «Друзей азбуки» непререкаем, он вызывает восхищение, но сам довольно сдержан в личном общении с соратниками, хотя уважает и ценит их.
Идеолог организации Комбефер «дополнял и исправлял Анжольраса». Он более человечен и приземлён, похож не на Робеспьера, а на Кондорсе. Идеал для него не столько самоценность, сколько средство принести счастье людям. Автор отмечает, что «при Комбефере дышалось бы легче, чем при Анжольрасе», ибо он «больше жил обычной жизнью обычных людей». Круг его жизненных интересов широк — философия, геология, даже энтомология. В общении с людьми мягок и дружелюбен. При этом именно Комбефер формулировал революционно-освободительную идеологию «Друзей азбуки», проявлял полную готовность к вооружённой борьбе.
Ведущим организатором выступал Курфейрак — «центр притяжения» кружка. Единственный выходец из дворянства, он порвал с аристократической средой. Курфейрак в полной мере являл тип парижского студента, своей общительностью привлекал людей, вызывал симпатии к организации и её идеям.
Жан Прувер близок к Комбеферу, но ещё мягче в личностном плане. Он «постоянно влюблён», и это отражается в его отношении к людям, гуманном взгляде на мир. Увлекается историей Средневековья, философией, литературой, из «Друзей азбуки» наиболее образован и эрудирован.
Баорель — весельчак и буян крестьянского происхождения. В ранней юности он уже участвовал в аграрных беспорядках и вооружённых столкновениях. В его характере резко выражена авантюрность. Беспорядки, мятеж, революция — органичная стихия Баореля. Ненавидит монархию, правительство, любое начальство. Низвержение властей держит за жизненную цель.
Фейи — единственный рабочий среди студентов — отличается глобализмом политического мышления. Он стремится не только установить республику во Франции, но освободить от иностранных завоевателей и монархических угнетателей другие народы Европы — польский, греческий, итальянский, венгерский, румынский. «Будучи сам сиротой, Фейи усыновил целые народы».
Легль — тип неунывающего неудачника, привычного к ударам судьбы, пробуждающего оптимизм в окружающих своим неизменным весельем.
Жоли учится не на юриста, а на врача. Изучение медицины развило в нём болезненную мнительность, над которой посмеиваются соратники. Удивительным образом в этом характере мнительность и меланхолия сочетаются с эксцентричностью и жизнерадостностью.
Особняком стоит Грантэр — весёлый гуляка и беспробудный пьяница. Политических убеждений он не имеет. В революционное подполье его привело восхищённое преклонение перед личностью Анжольраса — возникшее от противоположности характеров и психологической несовместимости. Анжольрас презирает циничного скептика. Но чем явственнее это презрение, тем восторженнее относится Грантэр к аскетичному фанатику-идеалисту.
В этих фигурах Гюго представил многообразный тип французского республиканского активиста 1830-х — мировоззренческого наследника Просвещения, политического наследника Великой революции.

## Борьба
«Друзья азбуки» активно ведут республиканскую пропаганду и подпольную оргработу. Они проводят политические собрания в кафе «Мюзен» и кабаке «Коринф». Под влиянием их агитации республиканскими взглядами проникается Мариус Понмерси, ранее бонапартист, сторонник наполеоновской империи. Организация расширяет ряды, устанавливает связи в учебных заведениях и рабочих предместьях, обзаводится оружием, готовит восстание.
Перелом наступает 5 июня 1832. Похороны популярного в народе наполеоновского генерала Ламарка перерастают в уличные беспорядки. «Друзья азбуки» видят в этих событиях начало республиканской революции. «Коринф» оборудуется как повстанческий штаб, при нём сооружается баррикада.
Однако беспорядки не переходят в массовое выступление. Серьёзной поддержки восставшие не имеют. Правительственные силы подавляют разрозненные очаги. 6 июня 1832 против «Друзей азбуки», забаррикадировавшихся в «Коринфе», стягиваются многократно превосходящие части Национальной гвардии. Революционеры во главе с Анжольрасом решают отдать жизнь за республику: «Если народ предал нас, мы не предадим народ!»
Повстанцы отбивают несколько штурмов, выдерживают артиллерийский обстрел. Снайперским выстрелом Анжольрас убивает сержанта артиллерии, которого назвал своим братом (несмотря на просьбу Комбефера пощадить этого юношу).
Первым из «Друзей азбуки» погибает Баорель — он атакует гвардейцев, убивает одного из них и получает пулю сам. Гвардейцы берут в плен и расстреливают Жана Прувера. Комбефер, Курфейрак, Фейи, Легль, Жоли убиты в рукопашной схватке. Характерны обстоятельства гибели Комбефера: его закалывают штыками, когда он пытается помочь раненому гвардейцу.
Последними расстреляны Анжольрас (сопротивлявшийся до конца) и Грантэр (не участвовал в бою, поскольку спал мертвецки пьяным). Проснувшийся и протрезвевший Грантэр просит у Анжольраса позволения погибнуть вместе с ним. Анжольрас соглашается, впервые улыбнувшись и пожав руку Грантэру.
На баррикаде «Друзей азбуки» пересеклись пути ключевых персонажей романа. Мариус Понмерси сражается вместе с повстанцами. Жан Вальжан помогает им обороняться. Эпонина смертельно ранена, закрыв собой Мариуса. Во время смелой вылазки погибает Гаврош. В качестве шпиона на баррикаду проникает Жавер. Под именем Кабюк в беспорядках участвует криминальный авторитет Звенигрош, один из главарей банды Петушиный час — он убивает старика-привратника, и за это его казнит Анжольрас.
У этих людей самые разные, часто противоположные побуждения. Но такое сгущение подчёркивает значимость «Друзей азбуки» — несмотря на их поражение и гибель.

## Идея
«Друзья азбуки» — важная линия «Отверженных». Через эти образы — особенно Комбефера, Анжольраса, Фейи — Гюго выражает собственное мировоззрение, республиканские политические взгляды, своё понимание истории как морального и социального прогресса.
Поражение республиканцев в июне 1832 года, с точки зрения автора, было закономерным для того исторического момента: «Народы не вступают в борьбу по первому зову». Но Гюго однозначно занимает сторону революционеров, «яростного энтузиазма, взявшегося за оружие»:

Свергая монархию во Франции, они стремились ниспровергнуть во всём мире противозаконную власть человека над человеком и привилегий над правом. Сегодня Париж без короля, завтра мир без деспотов. Повстанец идёт навстречу своей трагической участи, опьянённый грёзами о будущем. Они защищают право, естественный закон, верховную власть каждого над самим собой, справедливость, истину. Кто знает? Быть может, они добьются своего.